# Border Crossing
Border Crossing (The Border) è un film del 1980 diretto da Christopher Leitch.
È un film d'azione poliziesco statunitense con Telly Savalas, Danny De La Paz e Eddie Albert. Savalas interpreta un ufficiale dell'immigrazione degli Stati Uniti che si imbatte in un pericoloso boss della criminalità organizzata.

## Trama
L'agente di pattuglia californiana, Frank Cooper, cerca di essere onesto. Mantiene un buon equilibrio tra fare onestamente il proprio dovere ed entrare in empatia con molti dei saltatori di confine messicani illegali che incrociano il suo cammino. Però Cooper deve affrontare due ostacoli nella persona del suo capo Moffat che é corrotto e il trafficante di esseri umani Suarez.

## Produzione
Il film, diretto da Christopher Leitch su una sceneggiatura di Michael Allin, fu prodotto da Donald Langdon e girato a Londra e in Messico.

## Distribuzione
Il film fu distribuito con il titolo The Border nel Regno Unito nel 1980.
Altre distribuzioni:
- in Francia il 6 agosto 1980 (Un flic de choc)
- nelle Filippine il 9 dicembre 1980
- in Portogallo il 6 novembre 1981 (A Fronteira USA)
- in Germania Ovest nel settembre del 1982 (Heiße Grenze USA per l'home video)
- in Ungheria (Állj, határ!)
- in Brasile (Barreira Sangrenta)
- negli Stati Uniti (Border Cop e The Blood Barrier)
- in Finlandia (Border USA)
- in Spagna (Policía de frontera)
- in Australia (The Border, USA)
- in Italia (Border Crossing)

## Promozione
La tagline è: "Where the law crosses the line.".

## Critica
Secondo Leonard Maltin il film è un "dramma interessante che però non riesce a mantenere tutte le promesse". Maltin evidenzia inoltre il "finale senza senso"